# José Mata
José Mata (Las Tricias, Garafía, 23 de julio de 1937-Madrid, 27 de julio de 1971) fue un torero español nacido en las Islas Canarias.

## Biografía
José Mata nació el 23 de julio de 1937, en el pueblo de Las Tricias, del municipio de Garafía, quizá el de más difícil comunicación de la isla, situado en una zona imparcialmente alejada tanto de la capital Santa Cruz de La Palma, como del otro municipio importante de la isla, Los Llanos de Aridane.
En plena juventud emigró a Venezuela. En Caracas trabajó en el restaurante que tenía su hermano Alejandro en el barrio de Quinta Crespo, cerca del mercado. Allí encontró sus dos aficiones, el cine y los toros. Algo le debía rondar a Mata con los toros pues su primo Andrés García Mata cuenta que durante sus juegos infantiles descubrió a José toreando frente a un toro imaginario con el saco de recoger las papas a modo de improvisado capote en un campo de Las Tricias.
Simultaneando en Caracas su trabajo con sus estudios de Arte dramático, presenció su primera corrida en 1955 tras lo que empezó su vocación. Se matriculó en la escuela que tenía en la capital el torero Eleazar Sananes “Rubito”. Según cuenta en el diario Lanza, en las páginas dedicadas a la muerte de José Mata, su amigo el matador venezolano Tomás Parra, dice que se presentó en los viernes taurinos de Caracas, unas novilladas de la oportunidad del año 1956, aunque puede que su debut en la plaza Nuevo Circo de Caracas fuera en el año 57 donde ganó el trofeo Revelación, antes toreó en Guarenas. En Venezuela toreó hasta diez festivales antes de volver a España en el 58 impulsado por su gran vocación de ser torero.Tras sus estudios de Arte dramático actuó varias veces en televisión venezolana.
Hay que estar muy decidido y también disponer de una fuerte personalidad para llegar a la península, entrar en el mundo de los toros y buscarse un hueco en la profesión. Hizo su presentación con traje de luces en Arévalo (Ávila) el 8 de junio de 1959. Se enroló en la parte seria del espectáculo cómico taurino Fantasías en el ruedo, donde conoció al que sería peón y persona de confianza suya, Román Encinas quien en el año 63 seguía en dicho espectáculo cómico-taurino. Además Mata llegó a torear treinta novilladas sin picadores. El 24 de julio de 1960 en la plaza de Orduña, torea su primera corrida con picadores. El 5 de marzo de 1961 acompañó a El Cordobés en su presentación en Barcelona, en la Monumental, con toros de los Hermanos Sánchez Cobaleda.
José Mata debutó en Madrid como novillero el 5 de agosto de 1962 junto con "Facultades" y "Sandoval" con novillos de la ganadería de Rodríguez de Arce. Repetirá en Las Ventas dos veces más en esa temporada,  el 26 de agosto, con novillos de Aleas a los que cortará una oreja, dando una vuelta al ruedo en el otro, brindando uno a Charlton Heston, cuando las estrellas del cine iban a los toros.
El año 63 se presenta bien con la inauguración de la temporada en la Monumental de Barcelona el 10 de marzo y la continuación en Madrid el 19 y 24 de marzo. En esta última fecha un complicado y fiero novillo de Salvador Guardiola le propina una cornada en el muslo al entrar a matar tras una faena valiente. 
José Mata tomó la alternativa en Benidorm (Alicante), cortando dos orejas y saliendo a hombros. Fue el 8 de agosto de 1965, de manos de “El Cordobés”, su compañero de ficción en la película Chantaje a un torero (1963) y con quien volverá a compartir cartel en Cuenca y Nimes, en el mismo mes de agosto. El testigo será Manolo Herrero. El 19 de septiembre torea en Céret (Francia), cortando tres orejas a una corrida de Salvador Guardiola y ganando el trofeo de la oreja de oro. 
Confirmó su alternativa en Madrid el 12 de octubre de 1965 con Andrés Vázquez como padrino y Enrique Trujillo como testigo , frente a toros de la ganadería de Moreno Yagüe.
En el año 70 su lucha parece ir obteniendo frutos y torea en Las Ventas de Madrid el 20 de septiembre con tal éxito que repite el 27 de septiembre y a la demanda de la empresa mata en solitario una corrida del conde de la Maza el 4 de octubre. La prensa taurina era unánime: José Luis Dávila en La Hoja del lunes dirá "Sus buenas maneras al torear al natural, temple y mando, calaron en los graderíos" después de la corrida del 20 de septiembre y “José Mata tuvo gestos de torero bravo y de torero artista” refiriéndose a su actuación del 27 de septiembre, ante toros de Victorino Martín. Para Díaz-Cañabate que siempre le reconocerá el valor, ese día Mata torea “con reposo y mando” satisfaciendo al público y a los aficionados, haciendo hincapié para valorarlo en las dificultades de los toros. La faena de Mata al quinto, posiblemente el mejor victorino, tuvo momentos felices en su acoplamiento con el toro". Jorge Laverón recuerda,  en la actualidad, que ese día Mata alcanzó la gloria, aunque como tantas veces esta sea esquiva y escasamente reconocida. La semana anterior Alfonso Navalón en Informaciones había dicho de su actuación del 20 de septiembre: “Mata, lejos de encogerse, ha sido el héroe de la tarde en el quinto, después de haber hecho el toreo en el segundo con verdadero sentido del temple”. El Ruedo también afirma que “estuvo bien Mata en su primero… al que desorejó".
En 1971 Canarias recibirá con verdadero júbilo a su torero en la recién inaugurada plaza de toros de Gran Canaria en Telde. 
En el mes de mayo José Mata toreó en Vic-Fezensac (Francia). Una épica corrida con toros de Murteira Grave que se desarrolló con un intenso aguacero, pese a lo que dieron su aquiescencia para salir Francisco Ruiz Miguel y José Mata, acompañados del mexicano Antonio Lomelín. Jean Pierre Clairac, presidente de aquella corrida, quien trató con frecuencia a Mata y su esposa, recuerda aquella fecha como un día memorable en la historia taurina de Vic-Fezensac.
Volverá Mata a Madrid el 4 de julio, donde su estilo, su valor, su capacidad e ilusión no pasan desapercibidos. La crónica del respetado Carlos de Rojas en Informaciones dirá: “Mata estaba delante de un toro y eso es muy importante. Es un verdadero torero. José Mata pese a la molestia del viento, metido entre los pitones del toro, demostró un valor a ultranza y unas ganas de ganarse al público. Lo consiguió y cortó una oreja.” 
También la revista El Ruedo le destacará en su reseña de la corrida, titulando: JOSE MATA, HAY QUE DARLE PASO y relatando: “El torero canario –uno de los pocos diestros que permite a su mujer acudir a las corridas en donde actúa- se merece mejor trato del que hasta la fecha le dispensan las empresas. Tiene un valor fuera de lo común, unos deseos de abrirse paso en el planeta taurino evidentes y anda con mucha tranquilidad en el ruedo.”
Aún toreará en Madrid el 18 de julio, corrida en la que El Ruedo se volcará con Mata: “El valor, la decisión, las ganas de triunfo que parece tener el canario José Mata, no explican muy bien que toree tan pequeño número de festejos. Sería conveniente que los grandes empresarios se dejaran de confeccionar los carteles con “sota, caballo y rey” –que ya está bien de monotonía- y dieran honestamente paso a toreros como Mata, y no precisamente -y exclusivamente- en alguna corrida suelta del verano madrileño…” Además la revista le dedicará una nueva entrevista en la que aprovecha para reivindicar su afición, su esperanza, su ilusión en el futuro, la fuerza que le da su mujer. José Mata está conquistando el favor de la afición. Parece llegado el momento del despegue por el que tanto ha luchado. 
El 25 de julio de 1971, en la inauguración de la plaza de toros de Villanueva de los Infantes, resultó gravemente herido por el toro célebre Cascabel de la ganadería de Don Luis Frías Piqueras. Falleció en Madrid, en el sanatorio de los toreros, el 27 de julio. Se relacionó su muerte con la falta de medios materiales de la enfermería de la plaza, con el modo que se le trasladó a Madrid, perdiéndose tres horas antes de recibir atención médica especializada.
José Mata fue uno de los toreros favoritos de Madrid. Triunfó en muchas ocasiones y con gran éxito en las arenas monumentales de Las Ventas. Según la revista El Ruedo, fue un torero ejemplar tanto en su arte como en su coraje; él era el matador canario más famoso.
Estaba casado con Marie France, ciudadana francesa que le acompañaba en sus actuaciones de un modo activo, incluso sorteando a veces sus toros.  Estuvo presente en la plaza cuando se produjo la cogida.

## Filmografía (como actor de reparto)
- La decente (1971) de José Luis Sáenz de Heredia, en el papel de compañero de Fermín.
- El hombre que se quiso matar (1970) de Rafael Gil, en el papel de jugador de billar.
- Don erre que erre (1970) de José L. Sáenz de Heredia, en el papel de conductor de la furgoneta.
- Sangre en el ruedo (1969) de Rafael Gil.
- Chantaje a un torero (1963) de Rafael Gil, como Calero.